# Ridderschap der Provincie Groningen

Het wapen van de Ridderschap der Provincie Groningen

De Ridderschap der Provincie Groningen heeft in het Koninkrijk der Nederlanden bestaan als staatkundige instelling tussen 1814 en 1850 en is in 1853 opgeheven. Een particuliere organisatie met die naam is opnieuw opgericht in 2012.

## Geschiedenis
Bij de Nederlandse Grondwet van 1815 was een bijzondere positie bepaald voor de edelen of ridderschappen, omdat zij als kiescollege zouden fungeren voor de samenstelling van de Provinciale Staten. Met uitzondering van Zeeland en Friesland werden in elke Nederlandse provincie in 1814 ridderschappen opgericht, dus ook in Groningen. Ter samenstelling van die ridderschappen benoemde de Koning de leden van die ridderschappen, die door die benoeming tevens tot de Nederlandse adel gingen behoren, veelal aanvankelijk met het predicaat jonkheer. Koning Willem I benoemde bij organiek besluit van 28 augustus 1814 tientallen personen in de verschillende ridderschappen, van wie 25 in de ridderschap van de provincie Groningen; in de twee provincies zonder ridderschap werden personen "erkend als edele" van die provincie. Voor de eerste vergadering van 30 maart 1815 werden nog vier personen benoemd. Twee namen geen zitting, zodat uiteindelijk in de eerste vergadering 27 personen ter zitting konden verschijnen.
De meeste benoemde leden waren afkomstig van slechts enkele families, deels ook uit families die eertijds de Ommelander adel hadden gevormd. Zes van de 27 leden waren lid van de familie Alberda, zes van de familie Lewe. Tot 1819 vond benoeming in de ridderschap plaats door de Koning, erna bepaalde de ridderschap zelf wie in ridderschap benoemd kon worden. Daarbij moesten enkele eisen in acht worden genomen, die waren vastgelegd in een op 3 juli 1816 door de Koning goedgekeurd Reglement voor de Ridderschap der Provincie Groningen: in de eerste plaats moest men behoren tot de Nederlandse adel en daarnaast een mate van welstand hebben die van provincie tot provincie verschilde. Vanaf 1820 was bepaald dat het aspirant-lid ook gedurende twee jaar in de provincie woonachtig moest zijn.
Met de Grondwetsherziening van 1848 kwam aan de staatsrechtelijke betekenis van de ridderschap een einde doordat de provinciale staten direct gekozen zouden gaan worden. Met de inwerkingtreding van de Provinciewet van 6 juli 1850 viel daarmee het staatsrechtelijke bestaansrecht van de Groninger ridderschap weg. Die vergaderde officieel een laatste maal op 1 juni 1850, waarna in een bijeenkomst van 14 april 1853 de ridderschap zichzelf ophief als rechtspersoon. Tussen 1814 en 1853 waren in totaal 63 personen lid geweest van de Groninger ridderschap.
Na de opheffing van de ridderschap werd een Commissie van Liquidatie ingesteld die het financieel fonds dat gediend had ter dekking van de kosten van de ridderschap moest liquideren. Finale vereffening vond uiteindelijk pas plaats in 1882, na het overlijden van de administrateur van het fonds, jhr. mr. U.W.F. van Panhuys; het restant, dat 88 gulden bedroeg (≈ € 1000 in 2013), werd toen geschonken aan het Instituut voor Doofstommen.
In 2012 werd opnieuw een ridderschap in Groningen opgericht, een particuliere organisatie.

## Organisatie en werkwijze
De belangrijkste taak van de ridderschap was de verkiezing uit hun midden van de leden van provinciale staten. Door de edele stand werden in de staten twaalf van de totaal 36 statenleden benoemd; later dienden ook plaatsvervangers te worden gekozen. In 1814 werden de eerste statenleden door de Koning benoemd, in 1816 vond de eerste verkiezing plaats door de ridderschap zelf.
- Aan het hoofd van de ridderschap stond de president. De eerste, aangewezen door de Koning, was Onno Reint Alberda van Ekenstein. Ingevolge het Koninklijk Besluit van 13 februari 1815 was zijn eerste taak om presidentsverkiezingen te organiseren. Hij werd daarbij zelf jaarlijks verkozen totdat hij in 1818 wegens zijn gezondheid de vergaderingen niet meer kon bijwonen. Daarna waren er verschillende andere presidenten.
- Naast de president was er een griffier, die na voordracht werd benoemd. Hij bleef het griffierschap vervullen totdat hij zelf te kennen gaf zijn functie neer te willen leggen.
- Er was voorts een Jaarlijksche Commissie ter Examinatie der Stukken van Nieuwkomende Leden die tot taak had te bepalen wie geadmitteerd kon worden tot de ridderschap.

## Leden van de ridderschap in de periode 1814-1853
1. Jhr. mr. Onno Reint Alberda van Ekenstein (1752-1821)
2. Mr. Onno Tamminga baron Alberda van Rensuma (1754-1829)
3. Jhr. mr. Gerhard Alberda van Menkema (1764-1828)
4. Jhr. mr. Goossen Geurt Alberda van Dijxterhuis (1766-1830)
5. Jhr. mr. Edzard Jacob Alberda van Bloemersma (1768-1816)
6. Jhr. Gerhard Horenken Alberda van Bloemersma (1775-1831)
7. Jhr. mr. Onno Joost Alberda van Ekenstein (1775-1849)
8. Jhr. mr. Balthasar Georg Joseph van Asbeck (1790-1817)
9. Mr. Justus Hendrik Ludovicus baron d'Aulnis de Bourouill (1777-1832)
10. Jhr. mr. Jan Ernst Polman Gruys (1776-1818)
11. Jhr. mr. Joost Jarges (1760-1845)
12. Mr. Jan Carel Ferdinand baron von Inn- und Kniphausen (1772-1842)
13. Mr. Haro Casper baron von Inn- und Kniphausen (1777-1842)
14. Mr. Gustaaf Willem baron van Imhoff (1767-1830)
15. Jhr. Arend Willem baron van Imhoff (1794-1817)
16. Jhr. mr. Egbert Lewe van Middelstum (1743-1822)
17. Jhr. mr. Carolus Justus Lewe van Aduard (1767-1807)
18. Jhr. mr. Edzard Jacob Lewe van Middelstum (1783-1856)
19. Jhr. Edzard Willem Lewe van Nijenstein (1781-1820)
20. Jhr. Unico Evert Lewe van Nijenstein (1787-1858)
21. Jhr. Abraham van Panhuys (1774-1847)
22. Mr. Willem Frederik Schratenbach baron Rengers (1758-1831)
23. Lamoraal Ulbo baron Rengers (1788-1853)
24. Jhr. mr. Pieter Rembt Sickinghe (1743-1821)
25. Jhr. Ludolph Tjarda van Starkenborgh (1770-1821)
26. Otto Ernst Gelder graaf van Limburg Stirum (1752-1826)
27. Jhr. mr. Berend Lewe tot Aduard (1787-1839)
28. Jhr. mr. Onno Joost Sickinghe (1782-1845)
29. Jhr. Jan Evert Lewe van Aduard (1774-1832)
30. Jhr. mr. Willem Hora Siccama (1763-1844)
31. Jhr. mr. Oncko van Swinderen (1775-1850)
32. Jhr. mr. Johan Hora Siccama van de Harkstede (1787-1880)
33. Jhr. mr. Adriaan Joseph Trip (1755-1833)
34. Jhr. mr. Jan Ernst Willem van Gesseler (1768-1836)
35. Jhr. Johan Hora Siccama (1778-1829)
36. Jhr. mr. Onno Joost Quintus (1781-1872)
37. Jhr. mr. Willem Alberda van Ekenstein (1792-1869)
38. Jhr. mr. Reneke de Marees van Swinderen (1796-1828)
39. Jhr. mr. Edzard Tjarda van Starkenborgh Stachouwer (1797-1872)
40. Jhr. mr. Unico Allard Alberda van Menkema (1803-1859)
41. Jhr. Anthoon Hendrik Pieter Carel van Suchtelen van de Haare (1799-1887)
42. Jhr. mr. Ulrich Willem Frederik van Panhuys (1806-1882)
43. Jhr. mr. Wicher Meijnart de Marees van Swinderen (1802-1858)
44. Jhr. Unico Allard Alberda van Bloemersma (1804-1831)
45. Jhr. Wiardus Hora Siccama (1791-1867)
46. Jhr. Scato Ludolph Lewe van Aduard (1810-1853)
47. Jan Willem Cornelis baron van Ittersum (1803-1880)
48. Mr. Frederic Hendrik baron d'Aulnis de Bourouill (1805-1885)
49. Mr. Ferdinand Folef baron d'Aulnis de Bourouill (1807-1837)
50. Jhr. mr. Witius Hendrik de Savornin Lohman (1801-1848)
51. Jhr. mr. Mello Backer (1807-1883)
52. Jhr. mr. Maurits Adriaan de Savornin Lohman (1807-1879)
53. Mr. Jan Carel Ferdinand baron d'Aulnis de Bourouill (1811-1883)
54. Jhr. mr. Oncko Quirijn Jacob Johan van Swinderen (1812-1870)
55. Jhr. Theodorus van Swinderen (1815-1861)
56. Jhr. mr. Evert Joost Lewe van Aduard (1814-1863)
57. Mr. Gustaaf Willem Hendrik baron van Imhoff (1801-1890)
58. Jhr. mr. Hendrik Ludolf Wichers (1800-1853)
59. Jhr. Willem Jan Quintus (1814-1848)
60. Jhr. mr. Willem Laman Trip (1809-1873)
61. Jhr. Willem Louis Benjamin van Panhuys (1811-1880)
62. Jhr. Jean François Adrien van Panhuys (1816-1885)
63. Jhr. mr. Roelof Antonius Quintus (1816-1894)

## Presidenten van de ridderschap

### Als staatkundige instelling (1814-1853)
- Jhr. mr. Onno Reint Alberda van Ekenstein (van 1814-1817)
- Jhr. mr. Pieter Rembt Sickinghe (van 1818-1821), president tot aan zijn overlijden
- mr. Willem Frederik Schratenbach baron Rengers (van 1821-1831), president tot aan zijn overlijden
- Jhr. mr. Joost Jarges (van 1832-1842)
- Jhr. Abaraham van Panhuys (van 1843-1846), president tot aan zijn overlijden
- Lamoraal Ulbo baron Rengers (van 1847-1853)

### Als particuliere organisatie (sinds 2012)
- Jhr. mr. Johan Pieter de Savornin Lohman (van 2012-2023)
- Jhr. dr. ing.  Thomas Johan Versélewel de Witt Hamer (van 2023-heden)